# Loi logistique
Pour les articles homonymes, voir Logistique (homonymie).
 (novembre 2018).
En probabilité et en statistiques, la loi logistique est une loi de probabilité absolument continue à support infini utilisé en régression logistique et pour les réseaux de neurones à propagation avant. Son nom de loi logistique est issu du fait que sa fonction de répartition est une fonction logistique. 

## Définition et propriétés
La loi logistique a deux paramètres μ et s > 0 et sa densité est
{\displaystyle f(x;\mu ,{s})={\frac {{\rm {e}}^{-{\frac {x-\mu }{s}}}}{s\left(1+{\rm {e}}^{-{\frac {x-\mu }{s}}}\right)^{2}}}={\frac {1}{4s}}\operatorname {sech} ^{2}\!\left({\frac {x-\mu }{2s}}\right)}
Sa fonction de répartition est
{\displaystyle F(x;\mu ,s)={\frac {1}{1+{\rm {e}}^{-{\frac {x-\mu }{s}}}}}={\frac {1}{2}}+{\frac {1}{2}}\;\operatorname {tanh} \!\left({\frac {x-\mu }{2s}}\right).}
Son espérance et sa variance sont données par les formules suivantes :
{\displaystyle \mathbb {E} (X)=\mu \,}
{\displaystyle {\textrm {Var}}(X)={\frac {s^{2}\pi ^{2}}{3}}}
La loi logistique standard est la loi logistique de paramètres 0 et 1. Sa fonction de répartition est la sigmoïde :
{\displaystyle F(x)={\frac {1}{1+{\rm {e}}^{-x}}}}
Son espérance vaut alors 0 et sa variance π2/3.

## Distributions associées
- Si {\displaystyle X\sim {\textrm {logistique}}(\mu ,\beta )} alors  {\displaystyle kX+l\sim {\textrm {logistique}}(k\mu +l,k\beta )}.
- Si {\displaystyle X\sim {\mathcal {U}}(0;1)} (loi uniforme continue) alors {\displaystyle \mu +\beta (\ln(X)-\ln(1-X))\sim {\textrm {logistique}}(\mu ,\beta )}
- Si {\displaystyle X,Y\sim {\mathcal {G}}(\alpha ,\beta )} (loi de Gumbel) alors  {\displaystyle X-Y\sim {\textrm {logistique}}(0,\beta )}.
- Si {\displaystyle X,Y\sim {\mathcal {GEV}}(\alpha ,\beta ,0)} (loi d'extremum généralisée) alors {\displaystyle X-Y\sim {\textrm {logistique}}(0,\beta )}.
- Si {\displaystyle X\sim {\mathcal {G}}(\alpha ,\beta ),\,Y\sim {\mathcal {GEV}}(\alpha ,\beta ,0)} alors {\displaystyle X+Y\sim {\textrm {logistique}}(2\alpha ,\beta )}.
- Si {\displaystyle X\sim {\textrm {logistique}}(\mu ,s)} alors son exponentielle suit une loi log-logistique : {\displaystyle \exp(X)\sim \log -{\textrm {logistique}}\left(\alpha ={\rm {e}}^{\mu },\beta ={\frac {1}{s}}\right)},  et {\displaystyle \exp(X)+\gamma \sim \log -{\textrm {logistique}}3\left(\alpha ={\rm {e}}^{\mu },\beta ={\frac {1}{s}},\gamma \right)} (loi log-logistique à trois paramètres)
- Si {\displaystyle X\sim {\mathcal {E}}(1)} (loi exponentielle) alors

{\displaystyle \mu +\beta \ln({\rm {e}}^{X}-1)\sim \operatorname {logistique} (\mu ,\beta ).}
- Si {\displaystyle X,Y\sim {\mathcal {E}}(1)}alors

{\displaystyle \mu -\beta \ln \left({\frac {X}{Y}}\right)\sim \operatorname {logistique} (\mu ,\beta ).}

## Utilisations
La loi logistique est aussi utilisée pour le classement Elo.